# 警察與讚美詩
《警察与赞美诗》（The Cop and the Anthem），是美国知名作家欧·亨利的一部極短篇小说，该小说是一部悲喜剧，展现了警察对犯罪行为的“容忍”和对无辜行为的惩罚这样一些社会现象。

## 故事内容
小说讲述一个曾经的街头无赖苏比（Soapy），他无家可归，为了避过寒冷的冬天，每年他都会干一些小犯罪的事，例如吃霸王餐、偷一些不值钱的东西等等，好被警察给抓进岛上的监牢，在牢中过个舒舒服服的冬天。今年他照例，先到一个高级餐厅想吃个霸王餐，怎知他刚踏入餐厅就被人给赶了出来；之后，他又尝试别的“犯罪”，但都失败了。正当他心灰意冷之际，听见了教堂的赞美诗，觉得心中的一切烦恼都释然了，他决心重新做人，找个正当工作，准备开始积极地生活。怎知就在此刻，一个肥胖的警察把他抓了起来，后来他被判處遊蕩的罪名，“在布莱克威尔岛上监禁三个月”。